# Atamante

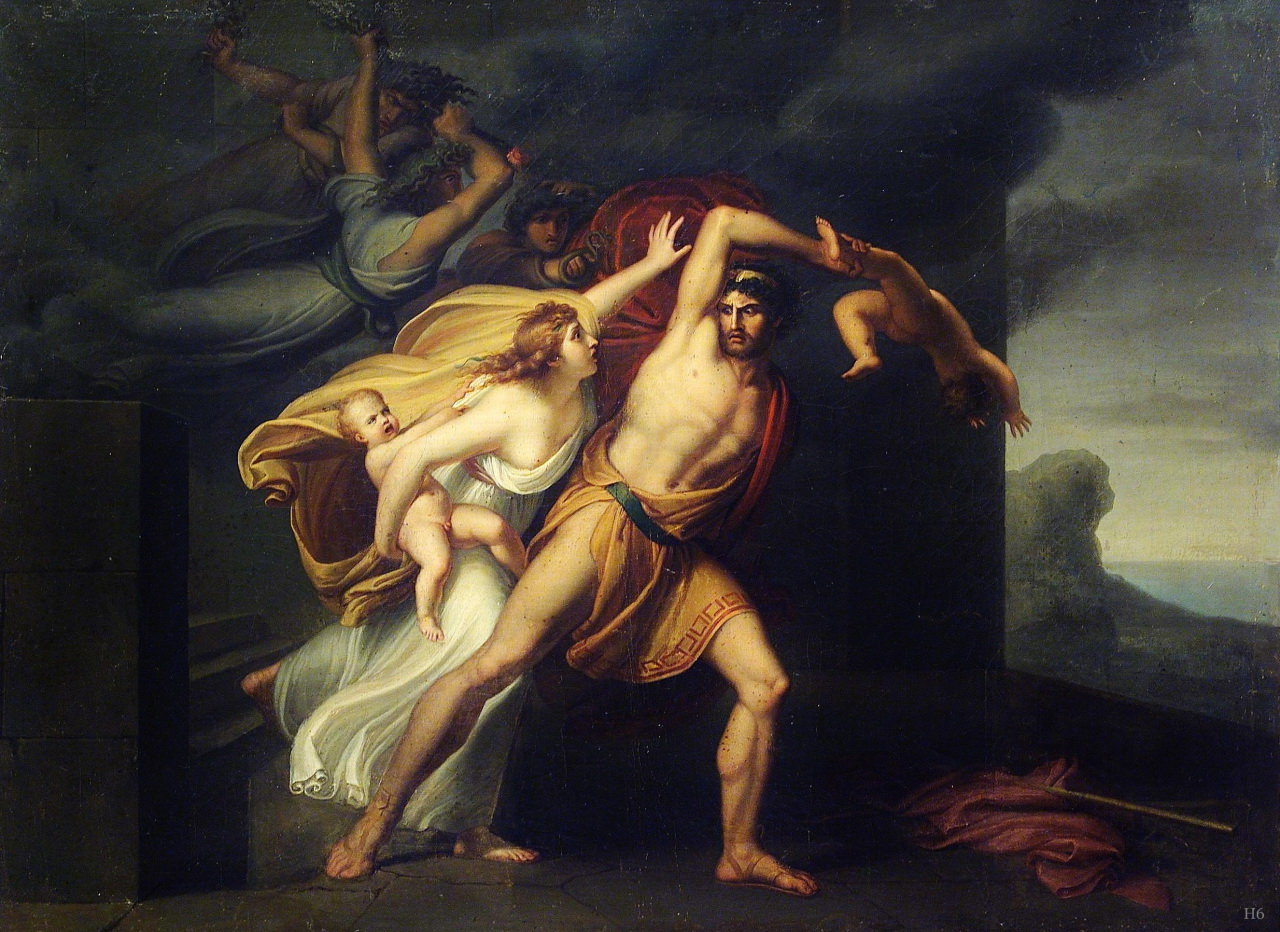
Athamas

Atamante ou Atamas, na mitologia grega, foi um rei de Orcomeno na Beócia, filho de Éolo e Enarete. A história do Velo de ouro começa com intrigas entre sua segunda esposa Ino e seus filhos Frixo e Hele.

## Versão de Pseudo-Apolodoro
Atamante era filho de Éolo e Enarete  e foi rei da Beócia.
Sua primeira esposa foi Nefele, com quem teve dois filhos, Frixo e Hele. Sua segunda esposa foi Ino, filha de Cadmo e Harmonia, com quem teve dois filhos, Learco e Melicertes. Sua terceira esposa foi Temisto.
Ino conseguiu indispor Atamante contra Nefele, Frixo e Hele, que fugiram no carneiro com o velo de ouro de Hermes. Mais tarde, porém, pela ira de Hera, Atamante ficou louco, a matou Learco com uma flecha; Ino jogou-se como seu filho Melicertes no mar.
Atamante foi banido da Beócia e, perguntando ao deus onde devia morar, recebeu do oráculo a instrução que deveria morar onde ele fosse alimentado por animais selvagens; ele encontrou um grupo de lobos devorando ovelhas, mas quando os lobos o viram, fugiram, deixando a sua presa. Atamante se estabeleceu neste lugar, chamou-o de Athamantia, casou-se com Temisto, filha de Hipseu, e teve mais quatro filhos, Leucon, Erythrius, Esqueneu e Ptous. Segundo Ásio de Samos, Ptous, filho de Atamante e Temisto, deu nome ao Monte Ptous, na Beócia.